# Абакарова, Элина Магадовна
Элина Магомедовна Абакарова (укр. Елі́на Маго́медівна Абака́рова; в замужестве — Нисчал (укр. Нісчал); 23 мая 1966, Махачкала, Дагестанская АССР, РСФСР, СССР —	25 октября 2024, Тернополь) — советский и украинский архитектор, художница, исполнительница индийских классических танцев. Стипендиатка института танца «Храм искусства» в городе Дели (Индия, 1999).

## Биография
Элина Магомедовна Абакарова родилась 23 мая 1966 года в городе Махачкале Дагестанской АССР, в семье Магомеда Алиевича Абакарова и Марины Алексеевны Слюсар. Отец был ветеринарным врачом, играл на гитаре, мать посвятила жизнь воспитанию дочери, бабушка по отцу Елизавета играла на фортепиано, брат отца Наби обладал абсолютным слухом, играл в филармонии Дагестана на народных инструментах.
До двух лет проживала с семьей в городе Махачкале Дагестанской АССР. Затем семья переехала на родину матери в Украину.
Окончила художественную и музыкальную школы в Бережанах, факультет архитектуры Львовского политехнического института (ныне Национальный университет «Львовская политехника»). Училась в городе  Катманду (Непал) и школе классических индийских танцев в Дели (1990, 1991—1994).
Работала в архитектурном бюро и художественном кооперативе в Бережанах.
Руководитель ансамбля индийского танца «Амрита» (создан 1995; звание «народный» от 1999) при дворце культуры «Березиль» в Тернополе.
9 апреля 2008 года в Днепропетровском национальном историческом музее имени Д.И. Яворницкого открылась выставка художников-космистов Владимира Козара, Элины Абакаровой и скульптора Владимира Наконечного.
19 сентября 2014 при поддержке посольства Украины в Республике Индия и Общества дружбы Украины и Индии выступила в Дели с сольным концертом «Индия — поиск», чтобы привлечь внимание индийского зрителя к Украине.
Умерла 25 октября 2024 года после тяжёлой болезни в возрасте 58 лет.

## Творчество
Работала в области живописи и графики.
Персональные выставки:
- Город Катманду (1992, 1993);
- С 10 по 29 мая 2011 года в Москве в Музее имени Н. К. Рериха Международного Центра Рерихов прошла выставка художественных работ Элины Абакаровой «Вселенная танца»[5].
- В октябре 2014 года по случаю юбилея Н. К. Рериха в Международном Мемориальном Тресте Рерихов открылась выставка Элины Абакаровой «Гималаи и волшебный мир небесных танцовщиц».
- «Красота искусства и природы» — в художественной галерее ICCR (Индийский совет по культурным связям), на открытии которой среди почетных гостей были президент ICCR, профессор Локеш Чандра, посол Республики Болгария в Индии Петко Дойков с супругой, посол Республики Словакия в Индии Зигмунд Берток, супруга Чрезвычайного и Полномочного посла Украины в Индии Наталья Полиха и другие (2017)[1].

## Семья
Была замужем за Нисчал Джасбиром (юристом). Имела двух сестёр по отцу и брата:
- Елизавета Магомедовна Абакарова (род. 9 мая 1990 года) — биохимик, научный сотрудник НИИ Минздрава России имени Дмитрия Рогачева в Москве,
- Мария Магомедовна Абакарова (Макуха; род. 6 февраля 1990 года) — музыкальный руководитель, педагог дополнительного образования в Краснодаре,
- Али (Александр) Магомедович Абакаров (род. 16 августа 1988 года) — инженер в Краснодаре.